# OpenMediaVault
OpenMediaVault（OMV）は、Linuxをカーネルに用いたDebian系のフリーのNASシステム。 CIFS (Samba), FTP, NFS, rsync, AFPなどのプロトコルに対応している。 ソフトウェア RAID (0,1,5,6,10)を用いることができる。Webブラウザからの操作を可能としている。OpenMediaVaultはISOイメージとソースコードと共に入手することが出来る。OpenMediaVaultはハードディスクやSSDに問題なくインストールできるが、コンパクトフラッシュやUSBメモリにインストールすることはドライブを劣化させるので奨励されていない。
OpenMediaVaultは、FreeBSDカーネルのFreeNASから分離して、Debian GNU/LinuxをベースとしたLinuxカーネル用いたプロジェクトを開始した。

## 特徴
- サポートするハードウェアRAID カード: Debianが対応するもの
- サポートするソフトウェア RAID レベルは以下の通り: 0, 1, 4, 5, 6, JBOD, 5+0, 5+1, 0+1, 1+0, など。
- UPS をサポート
- Raspberry Pi/Cubieboard/Cuboxなどのアーキテクチャをサポート
- IA-32版のISO最終インストーラーは、3.0.36-i386.iso。